# Steenkoolbekken van Zyrjanka
Het Steenkoolbekken van Zyrjanka (Russisch: Зырянский угольный бассейн; Zyrjanski oegolny bassejn) is een steenkoolbekken in het noordoosten van de Russische autonome republiek Jakoetië. Het veld bevindt zich in het Tsjerskigebergte in de stroomgebieden van de Moma en de Zyrjanka.
Het steenkoolveld werd in werking gesteld in 1935 door het Goelagkamp Zyrjanlag van de Dalstroj en heeft een oppervlakte van ongeveer 7.500 km² met een geschatte voorraad van ongeveer 30 miljard ton die zich tot op een diepte van 1800 meter bevindt.